# Un Amour d'Haufor
Un Amour Haufor, född 11 april 2008, är en fransk varmblodig travhäst som tränades och körde av sin ägare Christian Bigeon.
Han började tävla i oktober 2010 och inledde med en andraplats för att sedan ta sin första seger i femte starten. Han sprang in 337 210 euro på 38 starter, varav 3 segrar och 5 andraplatser samt 5 tredjeplatser. Karriärens största seger kom i Prix Charles Tiercelin (2012).
Han har även segrat i Prix de Craignes (2011). Samt kommit på andraplats i Prix Abel Bassigny (2011), Critérium des 3 ans (2011), Prix de Verdun (2013), Prix Narquois (2013) och på tredjeplats i Prix Albert-Viel (2011), Prix de Lille (2014).

## Statistik
| Statistik för Un Amour Haufor (Ref.) | Statistik för Un Amour Haufor (Ref.) | Statistik för Un Amour Haufor (Ref.) | Statistik för Un Amour Haufor (Ref.) | Statistik för Un Amour Haufor (Ref.) | Statistik för Un Amour Haufor (Ref.) |
| ------------------------------------ | ------------------------------------ | ------------------------------------ | ------------------------------------ | ------------------------------------ | ------------------------------------ |
| Starter                              | Placeringar                          | Startprissumma                       | Segerprocent                         | Platsprocent                         | Rekord                               |
| 38                                   | 3-5-5                                | 337 210 euro                         | 8 %                                  | 34 %                                 | 1.10,8ak,                            |

### Större segrar
| År   | Lopp                   | Kusk             | Vinstbelopp | Grupp   |
| ---- | ---------------------- | ---------------- | ----------- | ------- |
| 2012 | Prix Charles Tiercelin | Christian Bigeon | 60 000 EUR  | Grupp 2 |